# Синдром Прадера — Віллі
Синдром Прадера—Віллі (англ. Prader-Willi syndrome) — рідкісна спадкова хвороба, яка виникає через відсутність батьківської копії однієї з ділянок хромосоми. Вперше він описаний у середині ХХ століття швейцарськими науковцями А. Прадером і Х. Віллі. Більшість випадків є спорадичними, для рідкісних описаних сімейних випадків характерне неменделівське успадкування. Захворювання зустрічається у 1:12000-15000 народжених дітей.

## Клінічні прояви
Діти з цією спадковою хворобою зазвичай народжуються доношеними. Часто у них спостерігається різко виражена внутрішньоутробна гіпотонія і низька рухливість плоду. Лікарі розрізняють 2 фази синдрому Прадера—Віллі: Перша характеризується вираженою м'язовою гіпотонією. Часто її доповнюють: рефлекс Моро, зниження сухожильних рефлексів, тенденція до гіпотермії;
Друга фаза хвороби зазвичай розвивається через кілька місяців і проявляється у вигляді поліфагії. Діти не можуть вгамувати свій голод, тому вони готові їсти безперервно, що призводить до розвитку ожиріння. При цьому жир відкладається найчастіше на проксимальних відділах кінцівок і на тулубі, в той час як кисті та стопи диспропорційно маленькі. У другій фазі ознаки м'язової гіпотонії дещо зменшуються. У таких дітей темп зростання зазвичай знижений. У хлопчиків виникає гіпоплазія калитки, статевого члена, крипторхізм. Для дівчаток характерні гіпоплазія статевих губ, а в дорослому віці — аменорея і гіпоплазія матки.
Як правило, у хворих дітей психомоторний розвиток відстає від норми. У них хороша зорова довготривала пам'ять, і вони можуть навчитися читати, але їх власна мова звичайно відстає від розуміння. Математичні навички, слухова пам'ять і навички письма найчастіше розвинені гірше, що вимагає особливого підходу при навчанні. Синдром Прадера—Віллі у дітей характеризується утрудненою мовою і малим словниковим запасом. Як правило, хворі доброзичливі по характеру, погано вміють керувати своїми емоціями, безініціативні, їм властиві різкі перепади настрою.
Крім цих основних симптомів може спостерігатися:
- Високе аркоподібне піднебіння;
- Суха слизова порожнини рота;
- Мікроцефалія;
- Карієс і дефекти емалі;
- Гіпоплазія хрящів вушних раковин;
- Судоми і косоокість;
- Мікродонтія;
- Мезобрахіфалангія;
- Сколіоз;
- Клинодактилія;
- Синдактилія;
- Порушення координації;
- Поперечна долонна складка.

Також нерідко в період повноліття до синдрому приєднується цукровий діабет, аномальна гнучкість і рідке лобкове волосся. Зазвичай у хворих зустрічається не більше п'яти зазначених ознак.
Спільними зовнішніми ознаками дорослих з синдромом Прадера—Віллі є:
- Широкий і великий ніс;
- Надмірна вага з жировими відкладеннями в центральній частині тіла;
- Чутлива шкіра, на якій легко утворюються синці та подряпини;
- Маленькі ноги і руки з непропорційно вузькими пальцями.